# Ribas de Miño (Pantón)
Ribas de Miño (llamada oficialmente Santo André de Ribeiras de Miño) es una parroquia española del municipio de Pantón, en la provincia de Lugo, Galicia.

## Otras denominaciones
La parroquia también es conocida por el nombre de San Andrés de Ribas de Miño.

## Límites
Limita con las parroquias de Nogueira al norte, Acova al nordeste, y Vilar de Ortelle al este y sur.

## Organización territorial
La parroquia está formada por doce entidades de población, constando cinco de ellas en el nomenclátor del Instituto Nacional de Estadística español:

### Entidades de población
Entidades de población que forman parte de la parroquia:
- Bacelo (O Bacelo)
- Barreal (O Barreal)
- Cabo de Aldea (O Cabo da Aldea)
- Campo (O Campo)
- Carballedo (O Carballedo)
- Carballo (O Carballo)
- Cruceiro (O Cruceiro)
- Porcís
- Portabade
- Xogo da Bóla (O Xogo da Bóla)

### Despoblados
Despoblados que forman parte de la parroquia:
- Ferroño (O Ferroño)
- Ribela

## Demografía
| Gráfica de evolución demográfica de Ribas de Miño entre 2000 y 2020 |
|                                                                     |
| Datos según el nomenclátor publicado por el INE.                    |